# Daria Rogozina
Daria Rogozina (14 de agosto de 1996) es una deportista rusa que compite en triatlón y duatlón.
Ganó cuatro medallas de oro en el Campeonato Mundial de Triatlón de Invierno en los años 2019 y 2025, y dos medallas de oro en el Campeonato Europeo de Triatlón de Invierno, en los años 2019 y 2022. Además, obtuvo tres medallas en el Campeonato Europeo de Duatlón Campo a Través entre los años 2017 y 2021.

## Palmarés internacional
| Campeonato Mundial | Campeonato Mundial            | Campeonato Mundial | Campeonato Mundial |
| Año                | Lugar                         | Medalla            | Prueba             |
| ------------------ | ----------------------------- | ------------------ | ------------------ |
| 2019               | Asiago (Italia)               | Medalla de oro     | Individual         |
| 2020               | Asiago (Italia)               | Medalla de oro     | Individual         |
| 2022               | San Julián de Loria (Andorra) | Medalla de oro     | Individual         |
| 2025               | Cogne (Italia)                | Medalla de oro     | Individual         |
| Campeonato Europeo |                               |                    |                    |
| Año                | Lugar                         | Medalla            | Prueba             |
| 2019               | Cheile Gradistei (Rumania)    | Medalla de oro     | Individual         |
| 2022               | Rotzo (Italia)                | Medalla de oro     | Individual         |

| Campeonato Europeo | Campeonato Europeo    | Campeonato Europeo | Campeonato Europeo |
| Año                | Lugar                 | Medalla            | Prueba             |
| ------------------ | --------------------- | ------------------ | ------------------ |
| 2017               | Târgu Mureș (Rumania) | Medalla de plata   | Individual         |
| 2018               | Ibiza (España)        | Medalla de plata   | Individual         |
| 2021               | Andalo (Italia)       | Medalla de bronce  | Individual         |